# Edmonds (Washington)
Edmonds é uma cidade localizada no estado norte-americano de Washington, no Condado de Snohomish. A cidade foi incorporada em 14 de agosto de 1890.

## Demografia
Segundo o censo norte-americano de 2000, a sua população era de 39.515 habitantes.
Em 2006, foi estimada uma população de 40.126, um aumento de 611 (1.5%).

## Geografia
De acordo com o United States Census Bureau tem uma área de
47,8 km², dos quais 23,1 km² cobertos por terra e 24,7 km² cobertos por água.

## Localidades na vizinhança
O diagrama seguinte representa as localidades num raio de 8 km ao redor de Edmonds.